# Anashim Shehem Lo Ani
Anashim Shehem Lo Ani è un film del 2016 diretto da Hadas Ben Aroya.